# Amentotaxus
Amentotaxus (catkin-yew) es un género de coníferas que comprende cinco especies perteneciente a la familia Cephalotaxaceae o a Taxaceae cuando esa familia es considerada en un sentido amplio. El género es endémico del sudeste subtropical de Asia, desde Taiwán al oeste por el sur de China hasta Assam en el este del Himalaya, y al sur hasta Vietnam. 

## Descripción
Las especies tienen hojas perennes y son arbustos y pequeños árboles que alcanzan los 2-15 m de altura. Las hojas están dispuestas en espiral en los brotes, son sinuosas en la base y se apoyan en dos filas planas (salvo los erectos brotes principales), y son lineales-lanceoladas, de 4-12 cm de largo y 6-10 mm de ancho de textura suave, con una punta redonda, verde por encima, y con dos conspicuos estomas blancos a continuación. Se diferencian de los géneros relacionados Cephalotaxus en que las hojas son más amplias, y de Torreya por no tener espinas en la punta de las hojas.
Las especies puede ser monoicas o dioicas, cuando son monoicas, el cono macho y el cono hembra están a menudo en diferentes ramas. El macho (polen) de 3-15 cm de largo, agrupados en racimos de 2-6 junto producidos a partir de un solo brote. La hembra (semilla) son individuales o agrupados juntos en unos pocos tallos cortos; pequeños al principio, y que maduran en 18 meses a una drupa de estructura como de nuez, con la semilla de 1.5-3 cm de largo, rodeada por una cubierta carnosa, de color naranja a rojo en plena madurez, el ápice de la semilla generalmente sobresale ligeramente de la cubierta carnosa.

## Especies
Amentotaxus argotaenia

Amentotaxus assamica

Amentotaxus formosana

Amentotaxus hatuyenensis

Amentotaxus poilanei

Amentotaxus yunnanensis